# Bergchipmunk
De bergchipmunk (Neotamias alpinus) is een soort eekhoorn uit het geslacht van de wangzakeekhoorns. Hij komt voor in Californië. De soort werd voor het eerst beschreven door Clinton Hart Merriam in 1893. Ze werd in 1891 ontdekt in de Sierra Nevada, Californië, ten zuiden van Mount Whitney op een hoogte van 3.000 meter.

## Voorkomen
De bergchipmunk komt alleen voor op grote, rotsachtige hoogtes in de Sierra Nevada in het oosten en centrum van Californië. Ze komen voor op hoogtes van 2300 tot 3900 meter, vooral vanaf 2500 meter. Hij komt er ook voor in dennenwouden, maar foerageert er niet lang. Ze zijn actief van juni tot half oktober en houden dan een winterslaap. Tijdens de winterslaap worden ze geregeld wakker. Tussen deze periodes bevinden ze zich in een toestand van gevoelloosheid.
Het dier leeft voornamelijk op de grond, maar kruipt soms in bomen. Het is een vrij levendig dier. Bij temperaturen boven 20 graden Celsius verschuilt hij zich in de rotsspleten en keien.
Het IUCN beschouwt de soort niet als veilig, maar onderzoek wijst uit dat het dier onder druk staat van de opwarming van de aarde: het leefgebied van de chipmunk was in 2011 500 meter naar boven opgeschoven, waardoor populaties geïsoleerd geraakt zijn en de genetische diversiteit achteruitgaat.

## Uiterlijk
Bergchipmunks worden circa 166 tot 203 millimeter lang, hebben een staart van 63 tot 85 millimeter en wegen tussen 28 en 50 gram. Het is daarmee een kleine soort binnen zijn geslacht. De vacht is geel tot grijs met contrasterende strepen. De kleur is een schutkleur tussen de grijze rotsen. Op de zijkanten heeft het dier rode tot bruine strepen, op de rug loopt een donkere, soms zwarte streep. De buik en onderkant van de staart is feloranje. De bovenkant van de staart is witgrijs tot geel gekleurd.

## Voeding
De bergchipmunk eet voornamelijk zaden, kleine bergplanten en zegge. Daarnaast eten ze onder andere ook vruchten, bessen, gras, kruiden en schimmels. Mogelijk staat er occasioneel ook dierlijk materiaal op zijn menu. Hij bewaart voedsel om te gebruiken bij het ontwaken uit de winterslaap. Daardoor kan hij bijdragen tot het verspreiden van plantenzaden. Om zich voor te bereiden op de winterslaap legt het dier eveneens in het lichaam een vetvoorraad aan.
Mogelijk drinkt de chipmunk niet en haalt hij al zijn vocht uit zijn voeding, wat mogelijk is door het concentreren van zijn urine.

## Geluid
De roep van de bergchipmunk bestaat uit hoge, herhaalde tonen.

## Voortplanting
Bergchipmunks werpen een keer per jaar. De draagtijd van de bergchipmunk bedraagt circa een maand. De vier à vijf jongen worden in het begin van de zomer geboren. Na 30 tot 45 dagen weegt een jong circa 20 gram, na 90 dagen zijn de jongen even zwaar en groot als volwassen exemplaren.
Paren gebeurt tussen de late winter en vroege herfst. Het nest wordt gebouwd in rotsspleten.

## Vijanden
De bergchipmunk kan zich snel verstoppen in de rotsige habitat. Vijanden worden er ook snel opgemerkt. De kans op predatie is dus niet groot. Predatoren die op de bergchipmunk jagen zijn roofvogels, uilen, wezels, coyotes, vossen, grijze vossen en rode lynxen.

## Levensverwachting
In het wild wordt de bergchipmunk 2 à 3 jaar oud.